# Nicola Franceschina
Nicola Franceschina (Bormio, 26 mei 1977) is een Italiaans voormalig shorttracker.
Driemaal deed hij mee aan de Olympische Spelen, telkens was de aflossing zijn sterkste onderdeel. Bij het shorttrack op de Olympische Winterspelen 1998 werd hij vierde, bij het shorttrack op de Olympische Winterspelen 2002 won hij zilver en bij het shorttrack op de Olympische Winterspelen 2006 werd hij opnieuw vierde met de Italiaanse ploeg. Franceschina eindigde vijf keer op het podium van de Europese kampioenschappen shorttrack, maar kwam niet verder dan eenmaal zilver en vier keer brons.